# Rhabdepyris tricristata
Rhabdepyris tricristata – gatunek błonkówki z rodziny płaszczykowatych.
Gatunek ten został opisany w 2013 roku przez Darrena Francisa Warda.
Błonkówka ta ma ciało długości od 1,9 do 2,1 mm przy długości przedniego skrzydła 1,2 mm. Głowa jest brązowa lub ciemnobrązowa z jasnobrązową większą częścią czułków i jasnobrązowymi, czterozębnymi żuwaczek. Nadustek jest mocno kanciasty. Mezosoma jest ciemnobrązowa, w większości skórzasta, o słabo zaznaczonych notauli. Odnóża są brązowe z jaśniejszymi stopami. Przednie skrzydła odznaczają się długą, równomiernie zakrzywioną żyłką radialną, liniowatą pterostygmą oraz obecnością komórek medialnych i submedialnych. Gładka i błyszcząca metasoma ma barwę brązową do ciemnobrązowej.
Owad endemiczny dla Nowej Zelandii, znany z regionów Auckland, Wellington i Northland na Wyspie Północnej oraz regionów Nelson i Otago na Wyspie Południowej.